# Louis Déon
Pour les articles homonymes, voir Déon.
Louis Déon, né le 27 juin 1879 à Besançon (Doubs) et décédé le 27 avril 1923 à Nancy (Meurthe-et-Moselle), est un architecte français actif surtout à Nancy de la fin des années 1900 au début des années 1920.
Il est le frère de l'orfèvre Jules Déon.

## Biographie
Louis Déon est un architecte autodidacte[réf. nécessaire]. 
Son agence est située à Nancy, d'abord 42 rue Claudot à partir de 1905, puis 152 rue Jeanne d'Arc, et enfin, à partir de 1910, 58 faubourg Stanislas. Sa clientèle appartient pour une grande part à la bourgeoisie nancéienne du début du siècle, raison pour laquelle il signe des immeubles de rapport et des hôtels particuliers dans les rues les plus recherchées de la ville à l'époque : avenue Anatole France, boulevard Albert Ier, rue des Bégonias, avenue Jean Jaurès, etc.
Vers 1910-1914, Louis Déon élabore avec Émile Gény quelques demeures Art nouveau dans le Parc de Saurupt à Nancy avant que le style Art déco ne prenne le relais architectural du parc. 
Il est également l'auteur de plusieurs immeubles bordant les rues commerçantes du centre de Nancy.
Conseiller municipal à Nancy, il est le président de la caisse des écoles Charlemagne.
Après la Première Guerre mondiale, il participe à la reconstruction des villages de Pargny-sous-Mureau (Vosges) et de Bouxières-aux-Chênes (Meurthe-et-Moselle).
Louis Déon meurt à son domicile, 25 avenue de France, le 27 avril 1923, à l'âge de 43 ans. Il est inhumé au cimetière de Préville.

## Caractéristiques stylistiques
Comme beaucoup de ses confrères de l'époque, Louis Déon use d'une grande variété de styles, dans la tradition de l'éclectisme du XIXe siècle[réf. nécessaire]. S'il est l'auteur d'édifices néoclassiques et Louis XVI[réf. nécessaire], il est surtout un représentant de l'Art nouveau dans sa ville.

## Réalisations

### À Nancy
- Maison George, habitation et entrepôt commercial de négociant en vin, 152 rue Jeanne d'Arc, en collaboration avec Léopold Wolff (sculpteur) et l'entreprise Pagny (1904-1909)[6],[7].
- Hôtel, 14 boulevard Jean Jaurès (1907)[8].
- Immeuble, 21 rue Charles Martel (1907)[8].
- Immeuble Reynaud, 46 rue des Carmes et 10 rue Saint-Jean (1907-1908)[8],[9].
- Villa Louise, 7 rue de Vic (1908)[8].
- Maison, 20 avenue Anatole France (1909)[8].
- Maison, 25 avenue Anatole France (1909)[8].
- Immeuble, 24-26 avenue Anatole France (1909)[8].
- Maison, 14 avenue du Maréchal Juin (1909)[8].
- Immeuble, 40 avenue Anatole France (1910)[8].
- Maison, 12 avenue Anatole France (1910)[8].
- Immeuble, 38 avenue Anatole France (1910)[8].
- Immeuble, 14 avenue Anatole France (1911)[8].
- Immeuble, 179 rue Jeanne d'Arc  (1911)[8].

- Maison Eugène Arnoux-Masson, 24 rue Saint-Dizier, exhaussement et modifications (1911-1913)[10],[11].  Inscrit MH (1994).
- Immeuble, 42 avenue Anatole France (1913)[8].
- Immeuble, 10 avenue Anatole France (1922)[8].
- Hôtel Elbel-Mosser, 17 place des Vosges (1922)[8],[12].
- Immeuble, 23 avenue Anatole France (1923)[8]
- Immeuble, 46 avenue Anatole-France , à l'angle de la rue de l'Abbé-Gridel [réf. nécessaire].
- Immeuble, 132 bis avenue du Général Leclerc[réf. nécessaire].

Édifices réalisés par Louis Déon
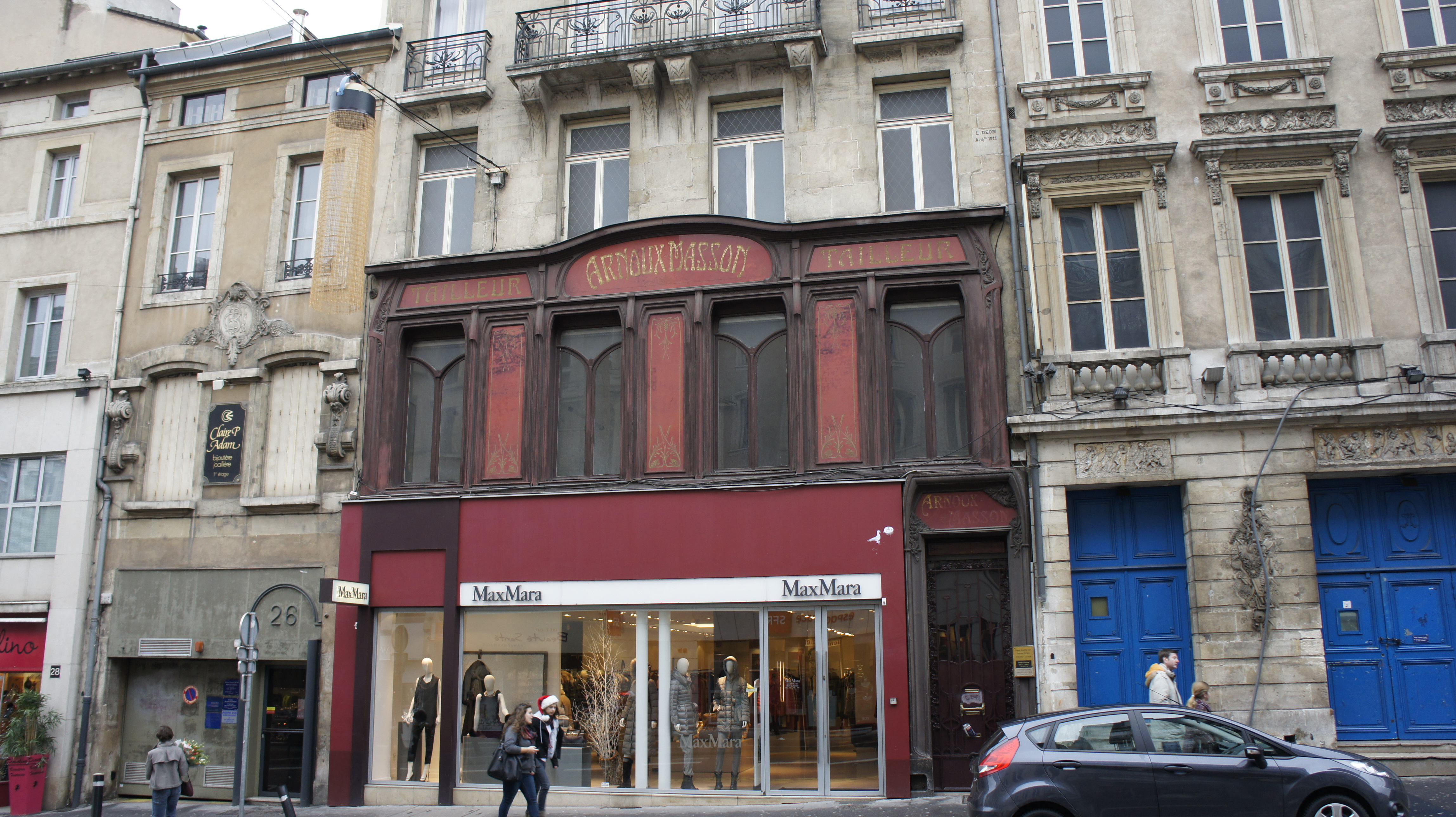
maison Eugène Arnoux-Masson
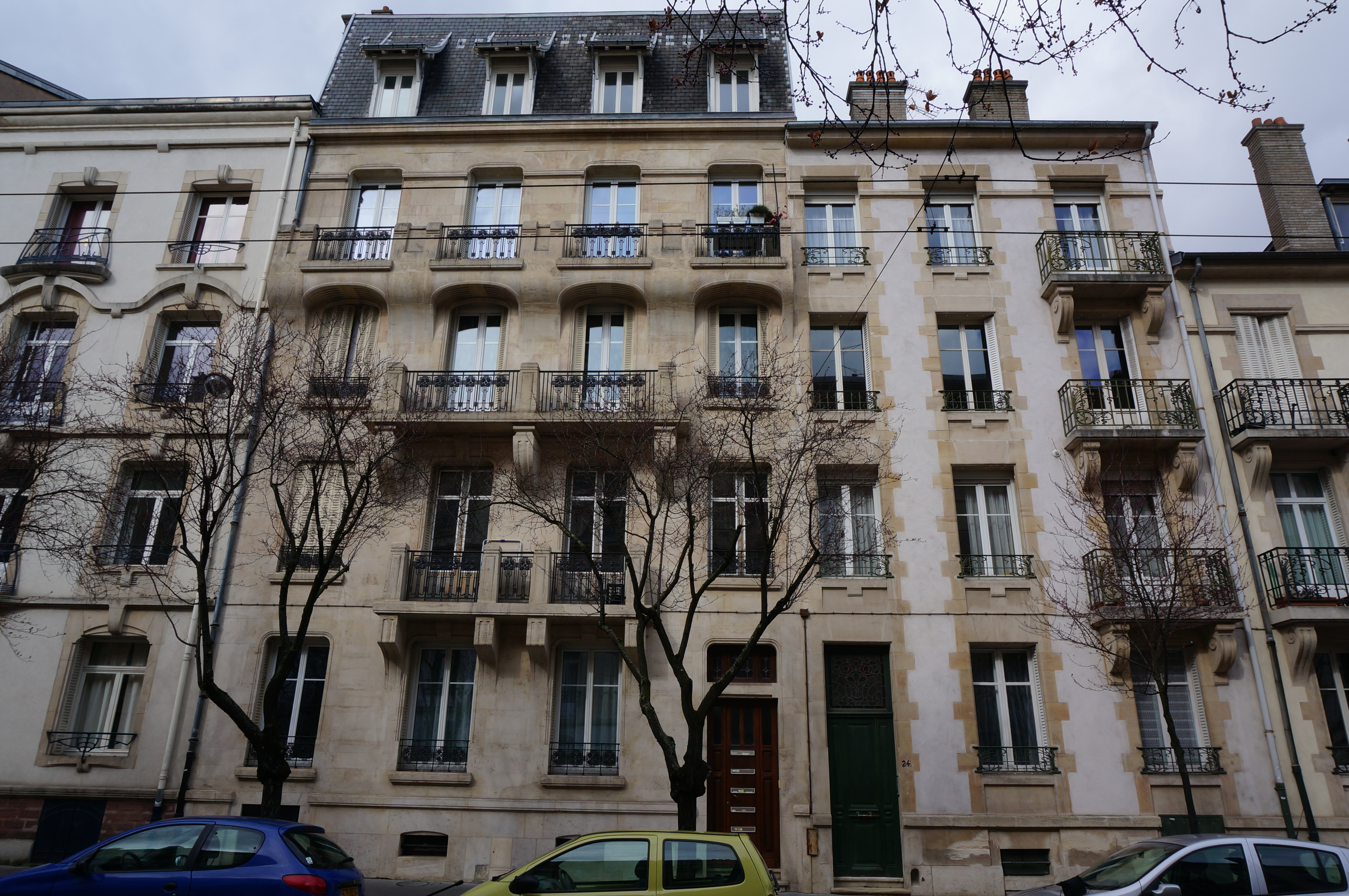
n°24-26 av. Anatole-France
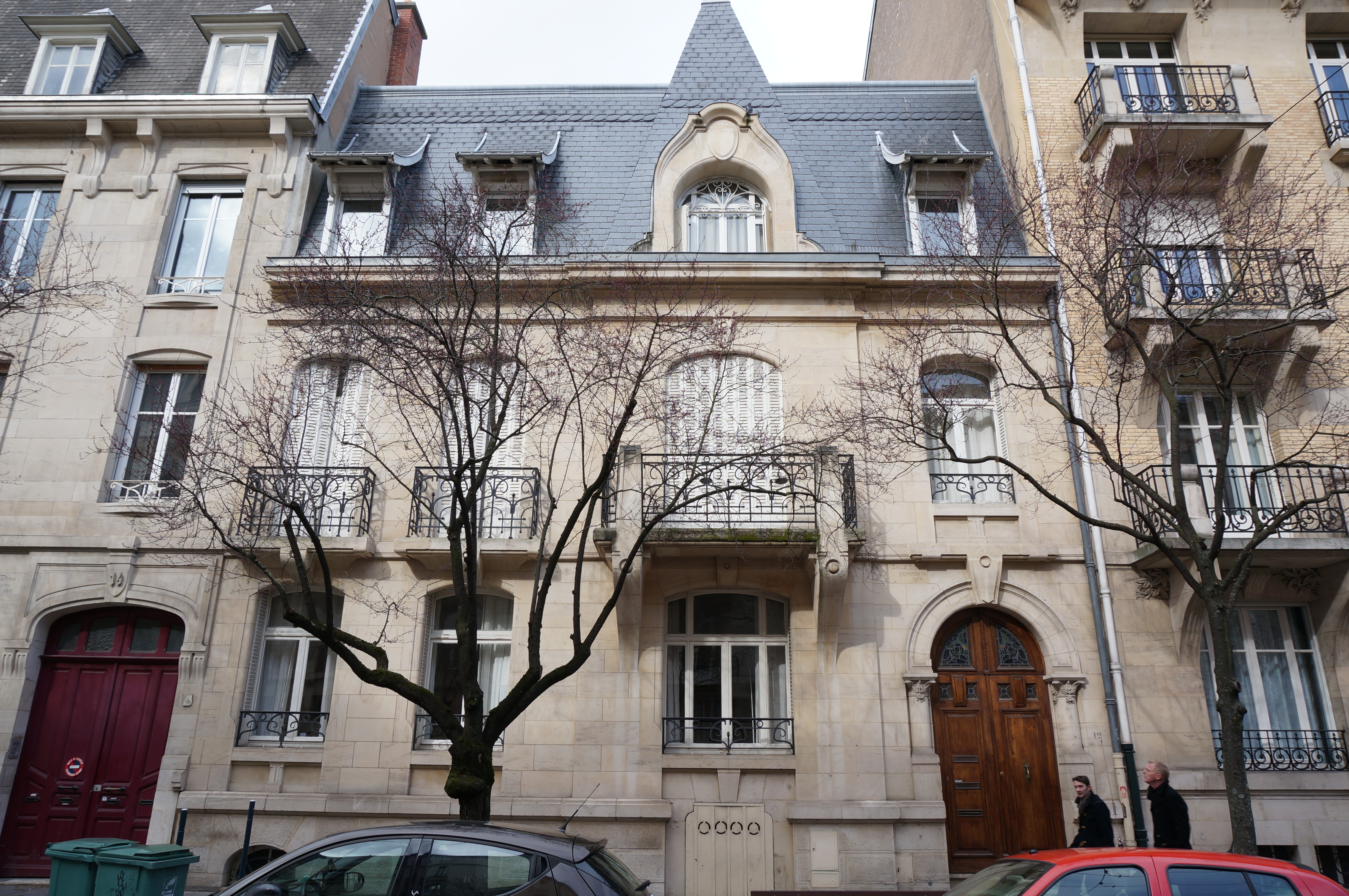
n°12 av. Anatole-France
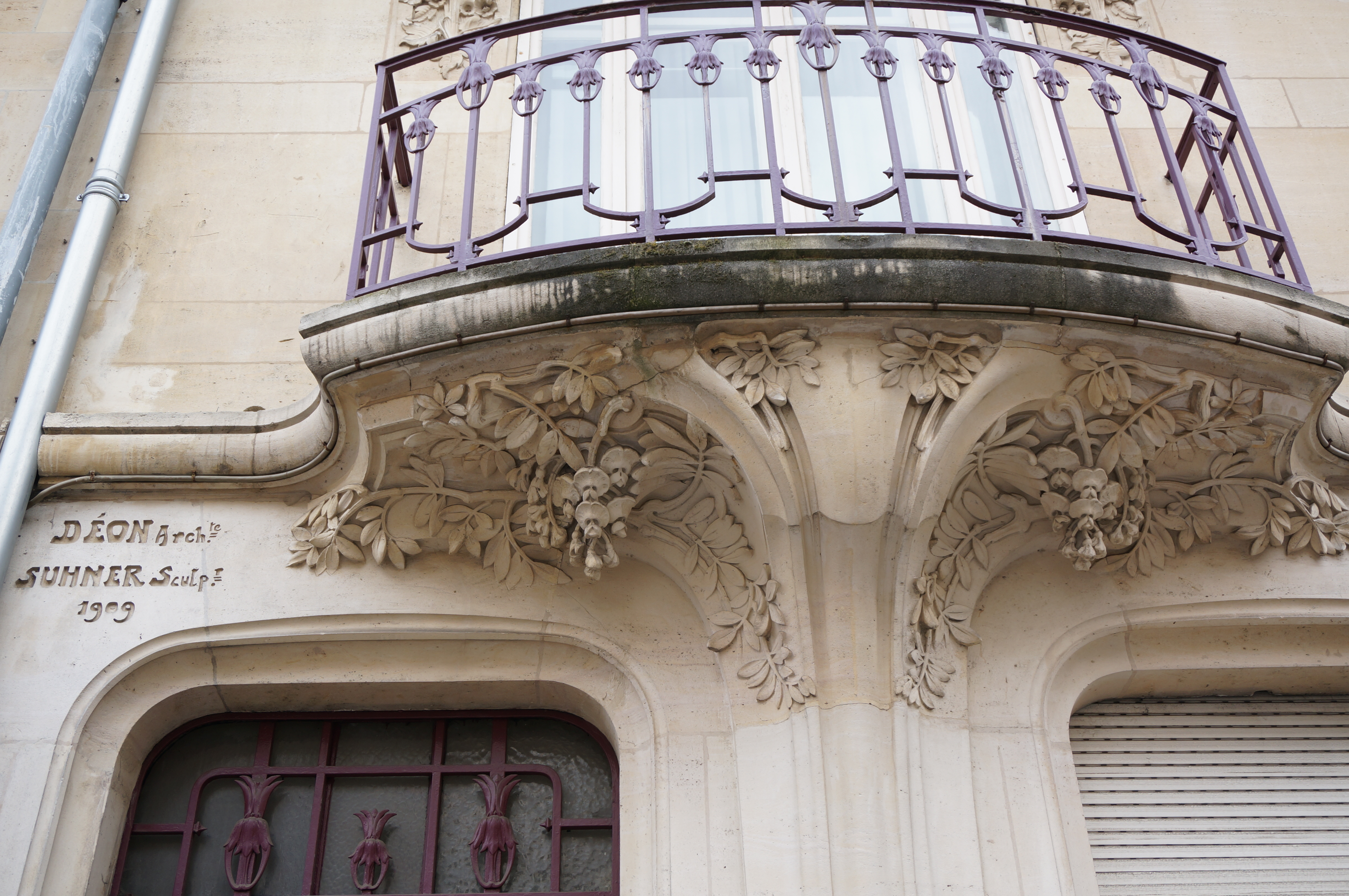
n°25 av. Anatole-France
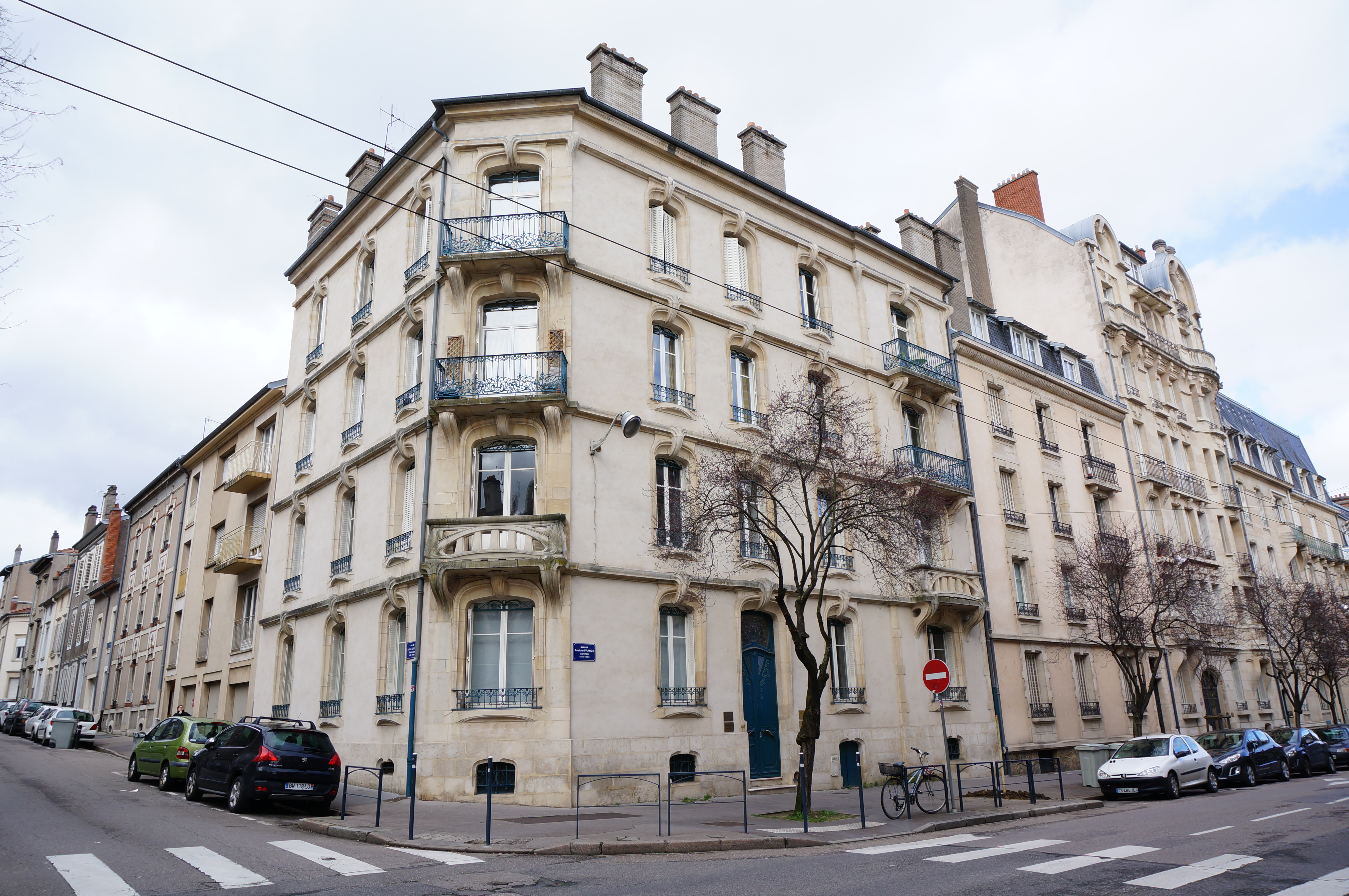
n°46 av. Anatole-France
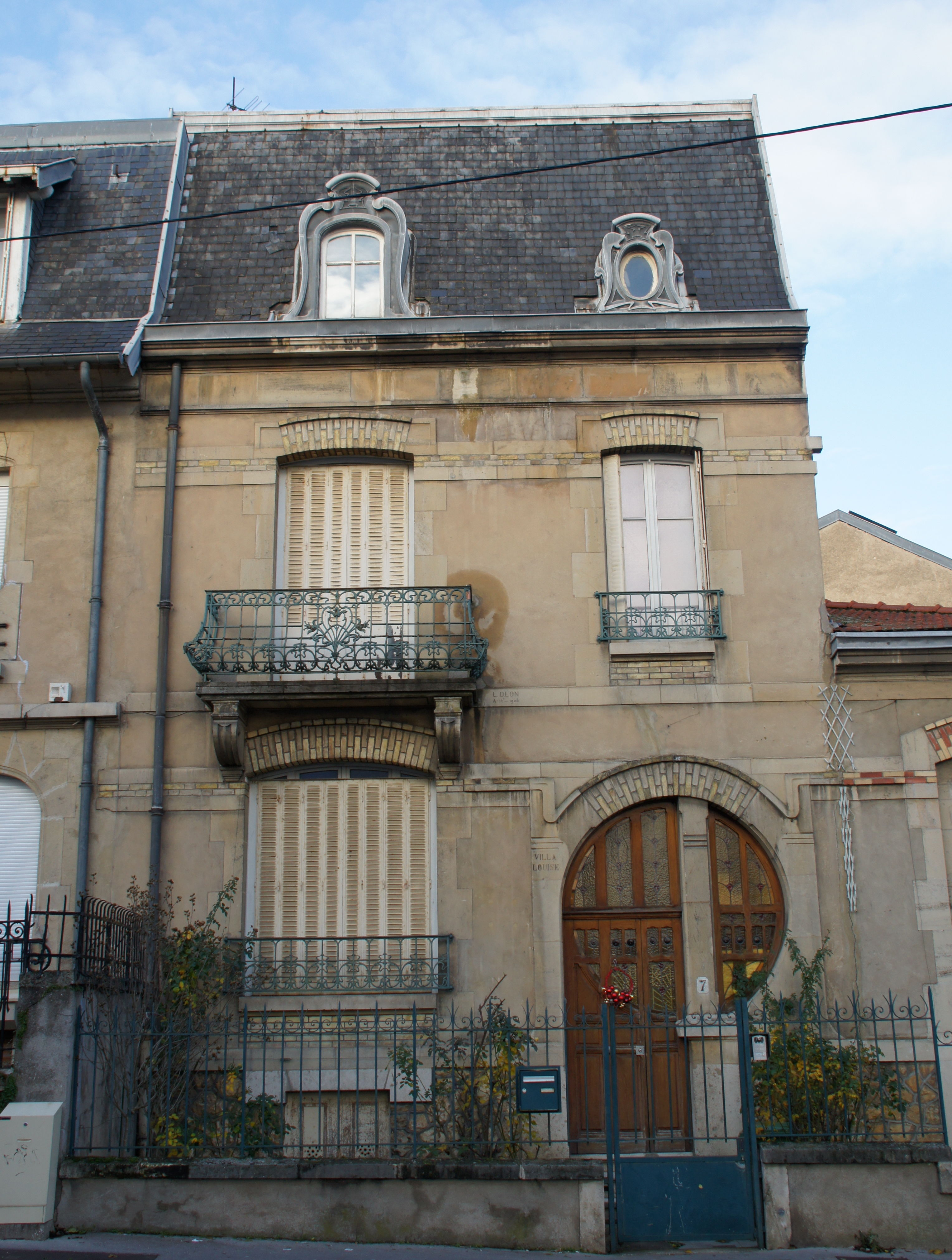
villa Louise

#### Art nouveau à Nancy
- École de Nancy
- Liste des monuments art nouveau de Nancy
- rue de Vic
- rue de Saverne
- Avenue Anatole-France (Nancy)
- Saurupt

#### Monuments historiques à Nancy
- Lieux et monuments de Nancy
- Liste des monuments historiques de Nancy